# Jo Myong-rok
Jo Myong-rok (* 12. Juli 1928 im Landkreis Yŏnsa-gun, Unterprovinz Kankyō-hokudo, Provinz Chōsen, damaliges Japanisches Kaiserreich, heutiges Nordkorea; † 6. November 2010) war ein nordkoreanischer Vizemarschall und Politiker.

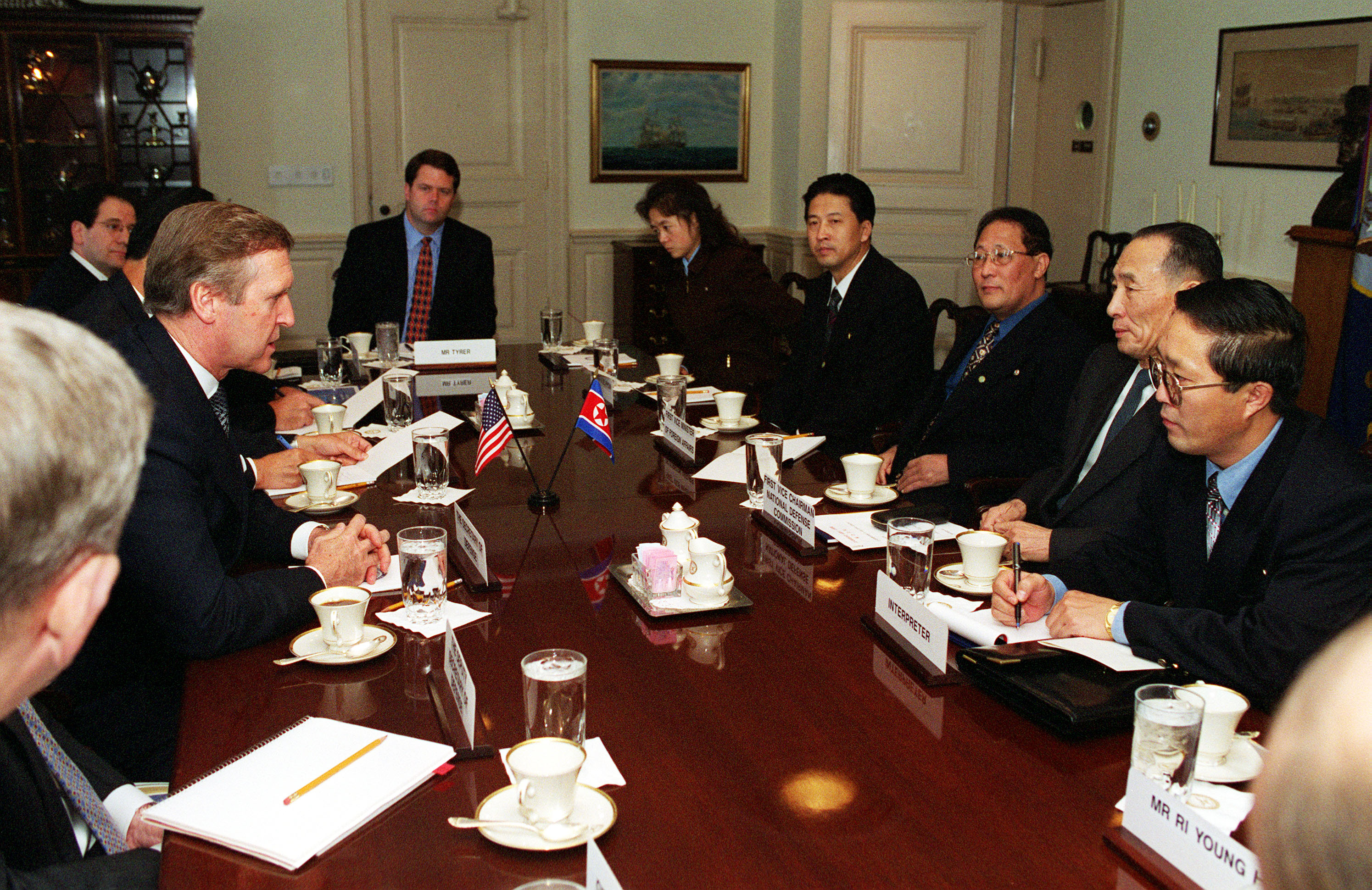
Jo Myong-rok, zweiter von rechts, gegenüber US-Verteidigungsminister William Cohen (Oktober 2000)

## Biografie
Jo trat der Koreanischen Volksarmee im Dezember 1950 bei, war Absolvent der Luftwaffenschule und nahm als Pilot aktiv am Koreakrieg teil. Danach war er Bataillons-, Regiments- und Divisionskommandeur. 1975 erfolgte seine Beförderung zum Generalmajor sowie zum Kommandeur der Flugabwehrkräfte, ehe er 1977 Generalleutnant und Leiter der Politverwaltung der Luftwaffe sowie Chef des Stabes der Luftwaffe wurde. 1979 stieg er zum Kommandeur der Luftstreitkräfte auf, nachdem der bisherige Kommandeur O Kuk-ryol Chef des Generalstabes wurde. In dieser Funktion wurde er 1985 zum Generaloberst sowie 1992 zum General befördert.
Seit Oktober 1995 war Jo Chef der Politischen Hauptverwaltung der Volksarmee und wurde zugleich zum Vizemarschall befördert. Daneben wurde er 1998 Erster Vizevorsitzender der Nationalen Verteidigungskommission und wurde in diesem Amt sowohl 2007 als auch zuletzt im Februar 2009 bestätigt. Er war damit nach Kim Jong-il de facto der zweitmächtigste Mann Nordkoreas. Jo war auch Mitglied des Präsidiums des Politbüros des ZK der Partei der Arbeit Koreas (PdAK), Mitglied des ZK der PdAK sowie des Zentralen Militärkomitees der Partei. Seit Februar 1982 war er außerdem Mitglied der Obersten Volksversammlung.
Im Oktober 2000 stattete Jo als bis heute hochrangigster Vertreter Nordkoreas den Vereinigten Staaten einen Besuch ab und wurde dabei auch von US-Präsident Bill Clinton empfangen.